# Карабетовка
Карабетовка (на молдовски: Carabetovca) е село, разположено в Бесарабски район, Молдова.

## Население
Населението на селото през 2004 година е 1840 души, от тях:
- 1798 – молдовани (97,71 %)
- 15 – цигани (0,81 %)
- 10 – украинци (0,54 %)
- 8 – гагаузи (0,43 %)
- 4 – румънци (0,21 %)
- 2 – руснаци (0,10 %)
- 3 – други националности или неопределени (0,16 %)